# On and On (Agnes)
On and On è un singolo della cantante svedese Agnes, pubblicato nel 2008 ed estratto dall'album Dance Love Pop.

## Tracce
- Download digitale

1. On and On [Radio Edit] — 3:52